# 飞来寺塔
飞来寺塔，位于中国广东省阳江市阳春市永宁镇沙田村委会岗尾岭，为阳春市的一个市级文物保护单位，类型为古建筑，公布时间为1984年。
飞来寺塔的历史年代为清代。